# Hans Held (Mediziner)
Hans Held (* 8. August 1866 in Neukloster; † 8./15. Dezember 1942 in Leipzig) war ein deutscher Mediziner. 

## Leben

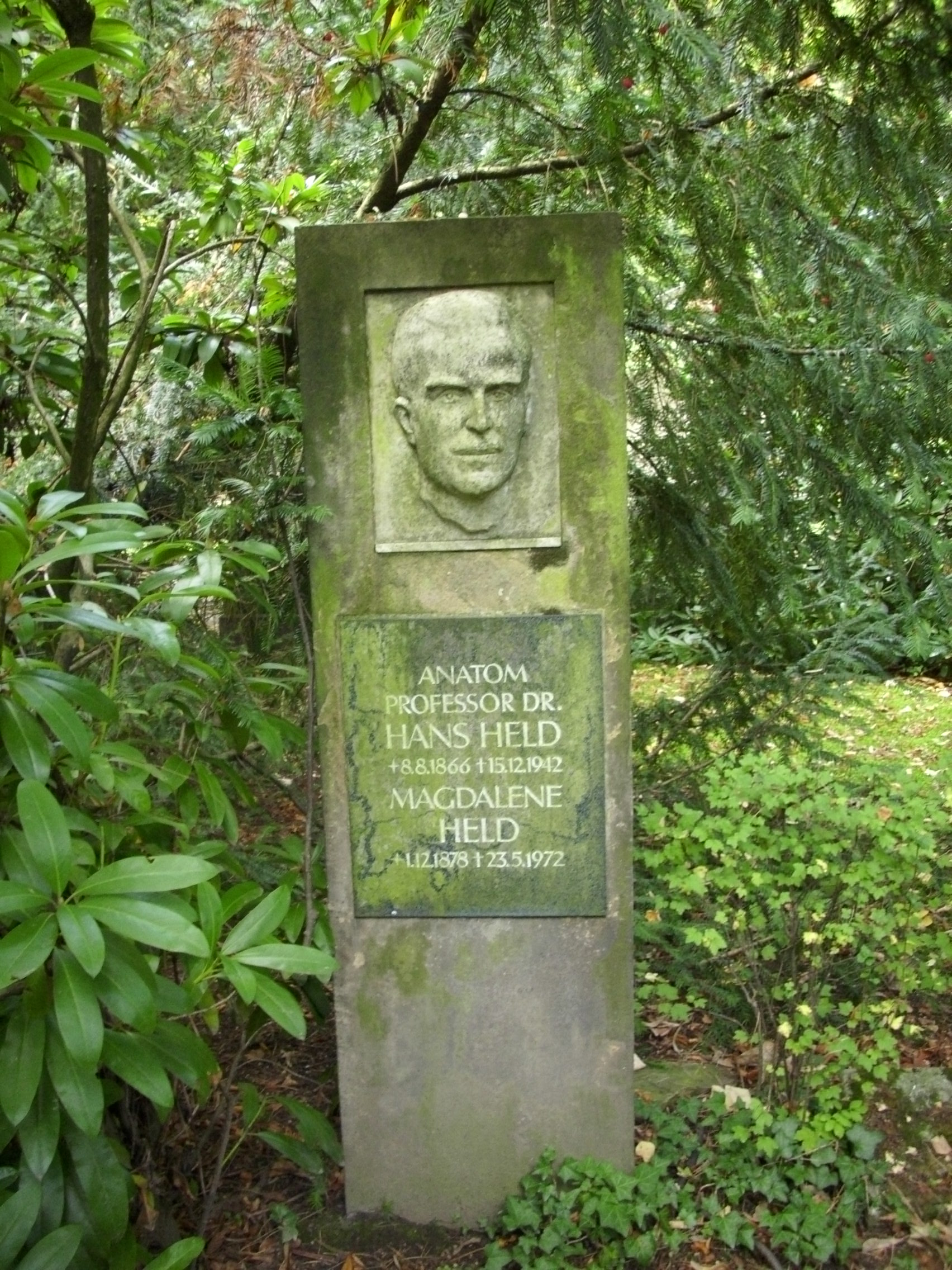
Grabstätte Hans Held auf dem Südfriedhof in Leipzig

Held, Sohn eines Pastors, absolvierte nach dem Besuch der Schule und des Gymnasiums in Schwerin zum Sommersemester 1886 ein vorklinisches Studium an der Universität Rostock. 1888 wechselte er an die Universität Leipzig, wo er 1891 zum Doktor der Medizin promoviert wurde und seit 1893 habilitiert als Privatdozent wirkte. 1899 wurde er zum außerordentlichen Professor an der medizinischen Fakultät berufen, war 2. Prosektor am anatomischen Institut und wurde 1917 ordentlicher Professor für Anatomie und Histologie. 
Im Zuge der Neubesetzung von Lehrstellen der Nationalsozialisten wurde Held 1934 aus seiner Professur emeritiert. Auch hatte er sich an den organisatorischen Aufgaben der Leipziger Hochschule beteiligt. So war er 1920/21 Dekan der Medizinischen Fakultät und 1922/23 Rektor der Alma Mater. Zudem war er Mitglied der Leopoldina und seit 1917 ordentliches Mitglied der Sächsischen Akademie der Wissenschaften in Leipzig. 1923 erhielt er von der Universität Leipzig die Ehrendoktorwürde.
Er entdeckte die nach ihm benannten Heldschen Zellen, die Heldschen Bündel und die Heldschen Endkelche (eine spezialisierte Synapse der Hörbahn).

## Werke (Auswahl)
- Über eine direkte akustische Rindenbahn und den Ursprung des Vorderseitenstranges beim Menschen. In: Archiv für Anatomie und Physiologie. 1892
- Die centrale Gehörleitung. In: Archiv für Anatomie und Physiologie. Leipzig 1893, A/3+4, S. 201–248.
- Zur Kenntniss der peripheren Gehörleitung. In:  Archiv für Anatomie und Entwickelungsgeschichte. 1894, S. 360
- Beiträge zur Struktur der Nervenzellen und ihrer Fortsätze. Zweite Abhandlung In: Archiv für Anatomie und Entwickelungsgeschichte. 1894, S. 204
- Ueber den Bau der grauen und weissen Substanz. In: Archiv für Anatomie und Physiologie. Leipzig 1902, A/5-6, S. 189–224.
- Zur weiteren Kenntnis der Nervenendfüsse und zur Struktur der Sehzellen. In: Abhandlungen der Mathematisch-Physischen Klasse der Königlich-Sächsischen Gesellschaft der Wissenschaften. Bd. 29, Nr. 2, Leipzig 1904
- Zur Kenntniss einer neurofibrillären Continuität im Centralnervensystem der Wirbelthiere. In: Archiv für Anatomie und Physiologie. Leipzig 1905, A/1, S. 55–76.
- Untersuchungen über den feineren Bau des Ohrlabyrinths der Wirbeltiere. 2 Bde., Leipzig 1902–1909
- Über den Bau der Neuroglia und über die Wand der Lymphgefäße in Haut und Schleimhaut.
- Die Entwicklung des Nervengewebes bei den Wirbeltieren. Leipzig 1909
- Über die Entwicklung des Axenskeletts der Wirbeltiere. In: Abhandlungen der Mathematisch-Physischen Klasse der Sächsischen Akademie der Wissenschaften. Bd. 38, Nr. 5, Leipzig 1921